# Mistrzostwa Europy w Lekkoatletyce 1962 – bieg na 3000 m z przeszkodami mężczyzn

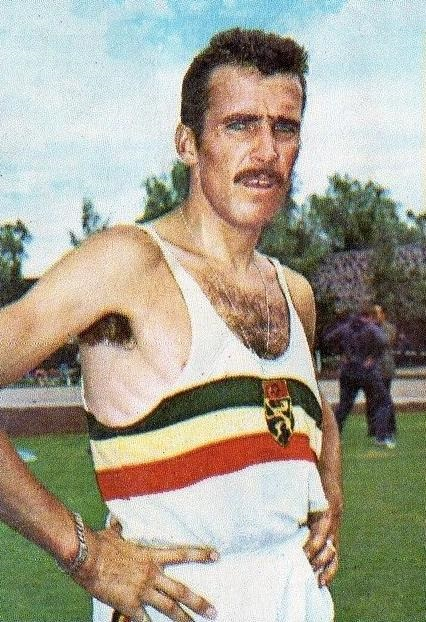
Gaston Roelants

Bieg na dystansie 3000 metrów z przeszkodami mężczyzn był jedną z konkurencji rozgrywanych podczas VII mistrzostw Europy w Belgradzie. Biegi eliminacyjne zostały rozegrane 14 września, a bieg finałowy 16 września 1962 roku. Zwycięzcą tej konkurencji został reprezentant Belgii Gaston Roelants. W rywalizacji wzięło udział dwudziestu dziewięciu zawodników z osiemnastu reprezentacji.

## Rekordy
| Rekord świata     | Zdzisław Krzyszkowiak (POL) | 8:30,4 | Wałcz, Polska      | 10.08.1961 |
| Rekord Europy     | Zdzisław Krzyszkowiak (POL) | 8:30,4 | Wałcz, Polska      | 10.08.1961 |
| Rekord mistrzostw | Jerzy Chromik (POL)         | 8:38,2 | Sztokholm, Szwecja | 22.08.1958 |

## Wyniki

### Eliminacje
Bieg 1
| Miejsce | Zawodnik                 | Czas   | Uwagi |
| ------- | ------------------------ | ------ | ----- |
| 1       | Hermann Bühl             | 8:48,2 | Q     |
| 2       | Guy Texereau             | 8:48,8 | Q     |
| 3       | Władimir Jewdokimow      | 8:49,2 | Q     |
| 4       | Maurice Herriott         | 8:49,2 | Q     |
| 5       | Zdzisław Krzyszkowiak    | 8:49,8 |       |
| 6       | Miklós Fazekas           | 8:57,6 |       |
| 7       | Ole Ellefsæter           | 8:59,8 |       |
| 8       | Jeorjos Papawasiliu      | 9:05,8 |       |
| 9       | Horst Gansel             | 9:14,4 |       |
| 10      | Kristleifur Guðbjörnsson | 9:30,8 |       |

Bieg 2
| Miejsce | Zawodnik             | Czas   | Uwagi |
| ------- | -------------------- | ------ | ----- |
| 1       | Gaston Roelants      | 8:42,0 | Q     |
| 2       | Nikołaj Sokołow      | 8:46,8 | Q     |
| 3       | Rainer Dörner        | 8:46,8 | Q     |
| 4       | Attila Simon         | 8:50,0 | Q     |
| 5       | Bohumír Zháňal       | 8:51,6 |       |
| 6       | Franc Hafner         | 8:54,2 |       |
| 7       | Edward Motyl         | 8:55,8 |       |
| 8       | Brian Hall           | 8:57,0 |       |
| 9       | Gianfranco Sommaggio | 9:16,8 |       |

Bieg 3
| Miejsce | Zawodnik         | Czas   | Uwagi |
| ------- | ---------------- | ------ | ----- |
| 1       | Aleksiej Konow   | 8:43,4 | Q     |
| 2       | Zoltan Vamoș     | 8:44,6 | Q     |
| 3       | Slavko Špan      | 8:45,0 | Q     |
| 4       | Esko Siren       | 8:46,4 | Q     |
| 5       | Cahit Önel       | 8:47,2 | NR    |
| 6       | David Chapman    | 8:50,4 |       |
| 7       | Jerzy Chromik    | 8:54,0 |       |
| 8       | Ludwig Müller    | 9:00,4 |       |
| 9       | Joaquim Ferreira | 9:01,8 |       |
| 10      | József Mácsár    | 9:04,6 |       |

### Finał
| Miejsce | Zawodnik            | Czas   | Uwagi |
| ------- | ------------------- | ------ | ----- |
| 1       | Gaston Roelants     | 8:32,6 | CR    |
| 2       | Zoltan Vamoș        | 8:37,6 | NR    |
| 3       | Nikołaj Sokołow     | 8:40,6 |       |
| 4       | Hermann Bühl        | 8:47,2 |       |
| 5       | Attila Simon        | 8:49,4 |       |
| 6       | Władimir Jewdokimow | 8:50,8 |       |
| 7       | Guy Texereau        | 8:51,4 |       |
| 8       | Aleksiej Konow      | 8:52,6 |       |
| 9       | Slavko Špan         | 8:57,2 |       |
| 10      | Esko Siren          | 8:59,6 |       |
| 11      | Rainer Dörner       | 9:13,8 |       |
| –       | Maurice Herriott    | DNS    |       |